# 1936 v hudbě
Tento článek obsahuje události související s hudbou, které proběhly v roce 1936.

## Události
- 29. října – Prokofjevova Ruská předehra má premiéru v Moskvě
- 6. listopad – Poslední Rachmaninova Symfonie č.3 a-moll má premiéru ve Filadelfii pod taktovkou Leopolda Stokowského

## Narození
- 2. ledna – Roger Miller, country zpěvák († 1992)
- 14. ledna – Clarence Carter, soulový zpěvák[1][2]
- 4. března – Aribert Reimann, pianista a skladatel
- 26. března – Fred Parris (The Five Satins)[3][4]
- 17. dubna – Alexander Graves „Pete“ (The Moonglows)[5][6]
- 22. dubna – Glen Campbell, zpěvák (The Beach Boys)
- 23. dubna – Roy Orbison, zpěvák († 1988)
- 6. května – Sylvia Vanderpool Robinson (Mickey & Sylvia)[7][8]
- 14. května – Bobby Darin, zpěvák († 1973)[9][10]
- 25. května – Tom T. Hall, country zpěvák[11][12]
- 6. června – Levi Stubbs, (The Four Tops) († 2008)[13][14]
- 19. června – Shirley Goodman (Shirley & Lee, Shirley & Company)[15][16]
- 20. června – Billy Guy (The Coasters)[17][18]
- 39. června – Dave Van Ronk, folkový zpěvák († 2002)[19][20]
- 10. července – David Zinman, houslista a dirigent[21][22]
- 30. července – Buddy Guy, bluesový kytarista
- 4. srpna – Elsberry Hobbs (The Drifters)[23][24]
- 7. srpna – Charles Pope (The Tams)[25][26]
- 23. srpna – Rudy Lewis (The Drifters)[27][28]
- 7. září – Buddy Holly, zpěvák a skladatel († 1959)
- 5. října – George Jones Jr. (The Edsels)[29][30]
- 7. října – Charles Dutoit, dirigent[31][32]
- 25. října – Bill Wyman (The Rolling Stones)
- 14. prosince – Arve Tellefsen, houslista[33][34]
- 17. prosince – Tommy Steele, zpěvák[35][36]